# Puente de Miraflores (Bilbao)
El puente de Miraflores  (en euskera, Larreagaburu zubia) es un puente de Vizcaya (España) que salva las costas de la ría de Bilbao.

## Historia
Fue abierto al público el 28 de abril de 1995 y sus autores fueron los ingenieros Juan José Arenas de Pablo y Marcos Pantaleón. Este puente, que une la autopista A-8 y el barrio de Bolueta, fue en su momento el primer paso elevado sobre el Nervión en Bilbao desde la apertura del puente de La Salve en el año 1972, con una altura de 45 metros. Entró en funcionamiento en vísperas de unas elecciones y no hubo ceremonia inaugural, ya que la Diputación temía el boicot de los vecinos.
- Datos: Q9064406
- Multimedia: Puente de Miraflores, Bilbao / Q9064406